# Misterios en el museo
Misterios en el museo  es un programa de televisión de una hora en el Travel Channel que presenta artefactos de museo de orígenes inusuales o misteriosos.

## Sinopsis
Cada episodio se centra en artefactos interesantes e inusuales que se encuentran en museos. El programa es presentado por Don Wildman, el productor ejecutivo es David Gerber, y el programa es producido por Optomen Productions bajo los productores ejecutivos Nicola Moody y Dominic Stobart.